# Iturrieta
Iturrieta est un village aujourd'hui dépeuplé appartenant à la municipalité de Salvatierra dans la province d'Alava, située dans la Communauté autonome basque en Espagne.